# VLM-1
El proyecto VLM-1 se centra en el desarrollo de un cohete para el lanzamiento de cargas útiles especiales o microsatélites en órbitas bajas (OTB) ecuatoriales, polares o de reentrada. El octubre de 2021, se llevó a cabo una prueba de combustión estática del motor S50 en banco de pruebas, la prueba duró 84 segundos y quemó 12 toneladas de combustible con objetivo de probar la resistencia y el rendimiento del motor, la prueba se consideró un éxito. Inicialmente está previsto el vuelo inaugural para el 2022 o 2023.

## Historia
El desarrollo del VLM comenzó en 2008 con el objetivo de lanzar microsatélites de forma fiable y económica. Inicialmente, se propuso un cohete de combustible sólido de cuatro etapas. Más tarde, en 2011 se decidió construir un precursor de una sola etapa con un nuevo motor llamado S-50. El vehículo está en desarrollo y su motor se probó en colaboración con la Agencia Espacial Alemana (DLR).
Cuenta con tres etapas con propulsores sólidos en su configuración básica: dos etapas con el motor de materiales compuestos S-50 propulsado mediante combustible sólido con unas 10 toneladas de propulsor y una etapa de inserción orbital con el motor S44.

VLM-1, partes

## Especificaciones
El orbitador VLM-1 está diseñado para entregar cargas útiles de hasta 150 kg en una órbita circular ecuatorial de 300 km, se espera que el VLM-1 tenga una masa total de 28 000 kg (61 729 lb), incluidas 20 toneladas de propulsor. Las dos primeras etapas utilizarán el motor de combustible sólido S-50 de 550 kN, y la tercera utilizará el probado motor S-44 del cohete sonda VS-40.
- Altura = 19,6 m
- Diámetro = 1,45 m
- Masa = 28.000 kg
- Etapas:
  - 1.º - propulsor S50 de 550 kN
  - 2.º - propulsor S50 de 550 kN
  - 3.º - propulsor S44 de 33 kN

## Vuelos programados

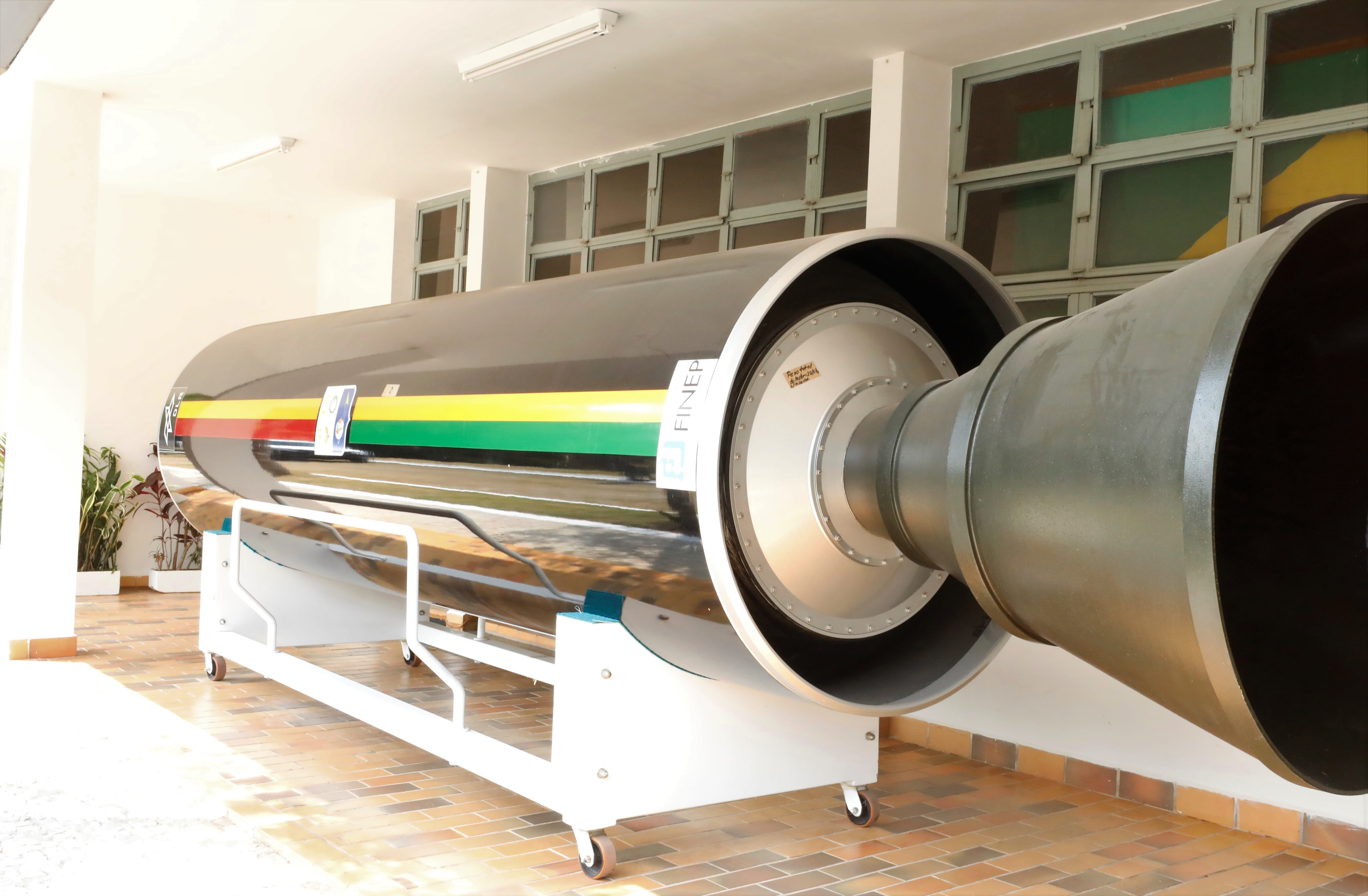
Motor S-50

| # | Vehículo       | Payload      | Fecha | Sitio de lanzamiento |
| - | -------------- | ------------ | ----- | -------------------- |
| 1 | VLM-1 (XVT-00) | Calificación | 2025  | Alcântara VLS        |
| 2 | VLM V-01       | SHEFEX III   | 202x  | Alcântara VLS        |

#### VS-50
Como etapa del desarrollo está programado para 2022 el lanzamiento del cohete VS-50 suborbital, que corresponde a los estadios 2 y 3 del VLM, el vehículo de dos estadios podría también sumarse a los VS-30 y VS-40 para misiones suborbitales.

#### Posibilidades futuras
Estudio reciente sobre costos mediante el uso de motores S-50 para las primeras etapas más motores líquidos para la tercera etapa operando desde el CLA, podría entregar satélites de hasta 500 kg en misiones polares con un costo de transporte de aproximadamente US$ 39 000 por kilogramo de carga útil.